# Wapen van Nieuw-Zeeland

Wapen van Nieuw-Zeeland.

Het wapen van Nieuw-Zeeland is het officiële symbool van Nieuw-Zeeland. Het eerste wapen werd verleend door Koning George V op 26 augustus 1911, en de huidige versie werd verleend door Koningin Elizabeth II in 1956.

## Historie

Wapen van Nieuw-Zeeland (1911-1956).

Tot 1911, gebruikte Nieuw-Zeeland hetzelfde nationale wapen als het Verenigd Koninkrijk. Maar toen Nieuw-Zeeland een dominion werd, werd besloten dat een nieuw wapen nodig was, en er werd een ontwerpwedstrijd gehouden. De winnende inzending was een ontwerp van James McDonald, een tekenaar in het "Department of Tourist and Health Resorts". Sinds de toekenning van het eigen wapen in 1911, is het wapen van Nieuw-Zeeland nog steeds vergelijkbaar met het huidige ontwerp, dat enigszins werd aangepast in 1956.
Sinds 1911 bleef het wapen ongewijzigd: een Europese vrouw met de vlag (links), een Maori vrouw met een Maori schild (rechts), en een veen in vieren gedeeld wapen met linksboven de vier sterren die het sterrenbeeld Zuiderkruis (ook afgebeeld op de nationale vlag) afbeelden, rechtsboven, een gulden vlies dat de landbouwindustrie afbeeldt, linksonder, wat tarwe dat wederom de landbouw afbeeldt en rechtsonder twee hamers die de mijnbouw en de industrie verbeelden. Over dit alles is een witte, brede verticale strook, met drie schepen die het belang van de zeehandel en de overzeese oorsprong van alle Nieuw-Zeelanders verbeeldt.

## Wijzigingen in 1956
In 1956 werd het wapen gewijzigd, de vrouw heeft nu blond haar, en beide figuren kijken nu naar elkaar in plaats van naar voren. Er zijn geen schriftelijke wijzigingen gedaan. Waarschijnlijk is het oorspronkelijke model van de Wellingtonse socialite (een persoon die deelneemt aan sociale evenementen) Alice Spragg. Het model voor de Maori-man is onbekend.

## Vergelijkbare wapens
De volgende wapens hebben overeenkomsten met het wapen van Nieuw-Zeeland:

Het wapen van Arthur Wellesley, eerste hertog van Wellington.